# Mariner of the Seas
Mariner of the Seas (укр. Моряк морів) — круїзне судно класу Voyager, що перебуває у власності компанії «Royal Caribbean Cruises Ltd.» та експлуатується оператором «Royal Caribbean International». Ходить під прапором Багамських островів із портом приписки в Нассау.

## Історія судна
Судно було закладене 27 вересня 2000 року на верфі «STX Finland» в Турку, Фінляндія. Спуск на воду відбувся 28 лютого 2003 року. 29 жовтня 2003 року судно здано в експлуатацію та передано на службу флоту компанії-замовника. 16 листопада того ж року здійснило перший рейс.
На церемонії хрещення, що відбулася 14 листопада 2003 року, хрещеною мамою судна стала спортсменка Джен Дріскол. Перший рейс здійснений 16 листопада по Середземномор'ю. З часу введення в експлуатацію судно здійснило круїзи у водах Середземномор'я та Карибського басейну. З 2013 року лайнер працює на круїзних лініях Південно-Східної Азії у водах Тихого океану.